# Maski wstydu

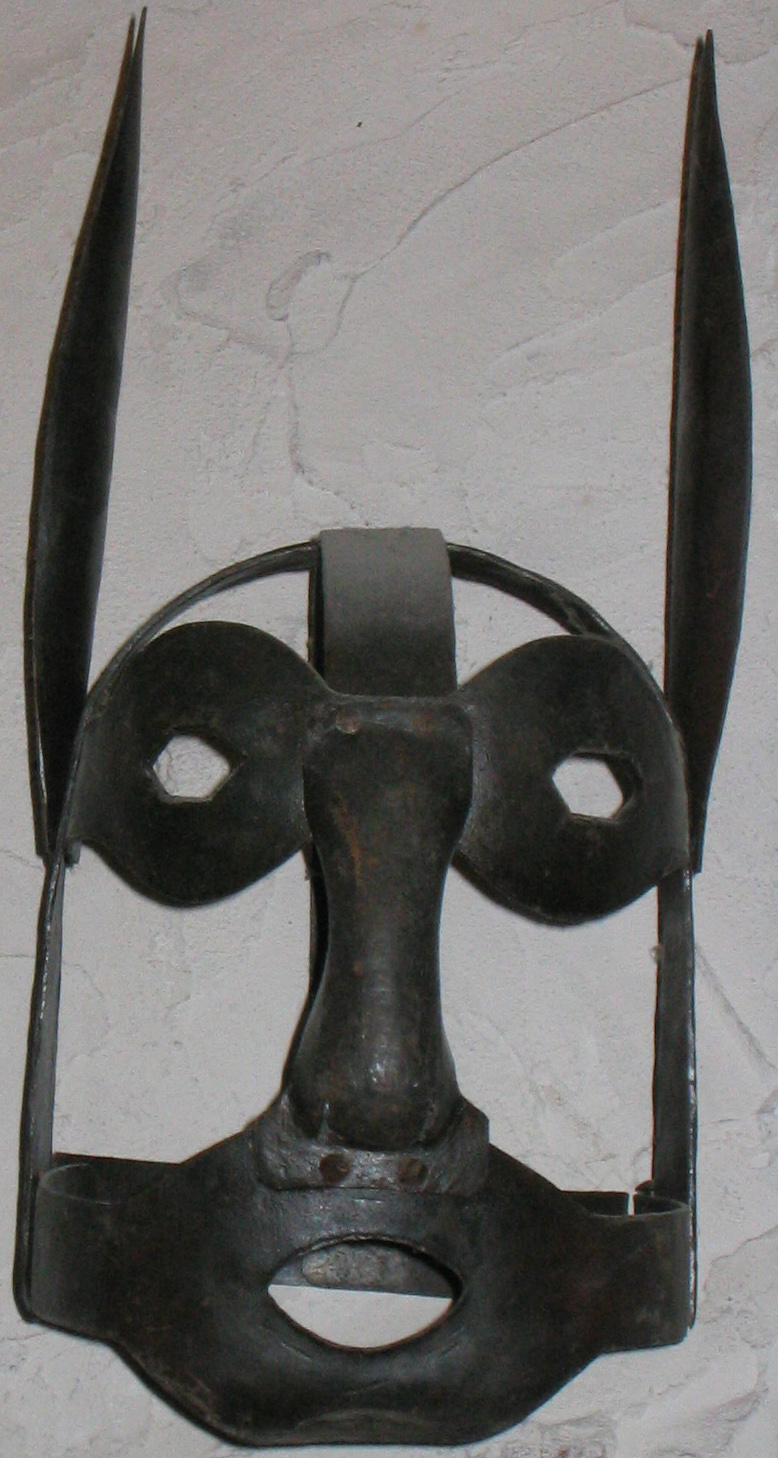
Maska zakładana prawdopodobnie poganom

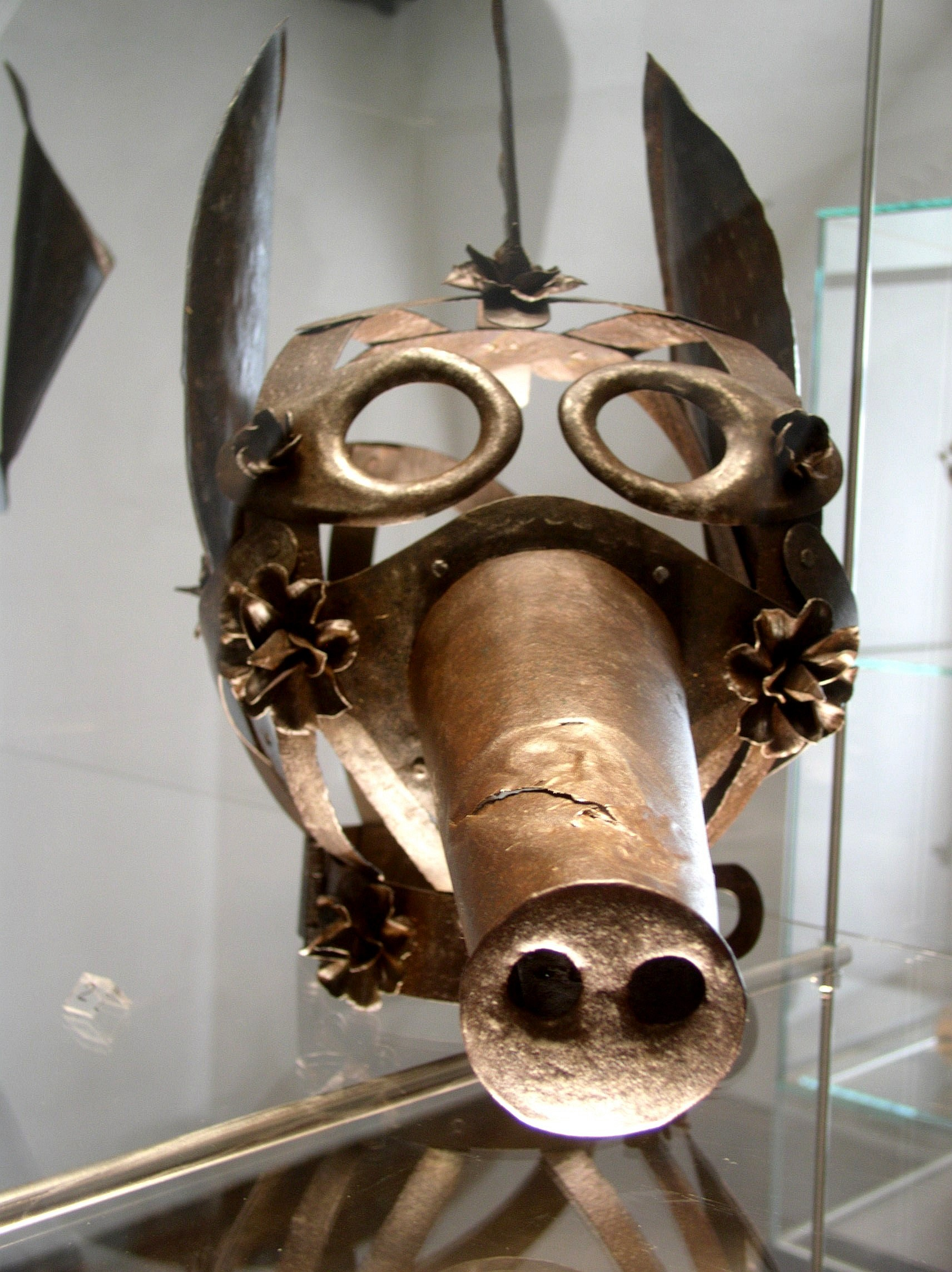
Maska świni

Maski wstydu – narzędzia tortur stosowane w dawnej Europie, głównie w Niemczech, za wykroczenia błahe z współczesnej perspektywy.
Zakładano je ofiarom zakutym w dyby, obwożonym po mieście w klatkach lub czasem puszczanym na wolność. Miały wiele różnych form, zależnie od przewinienia, przykładowo:
- kłamcy – nosili maski, które uniemożliwiały mówienie (mogły one mieć prostopadłą blaszkę, która wchodziła do ust opierając się na języku),
- plotkarze – z długimi językami.

Choć mogą wydawać się komiczne, to w rzeczywistości były przyczyną cierpienia utrudniając odżywianie i oddychanie, uniemożliwiając normalne życie.